# Haywardina polyphemus
Haywardina polyphemus är en fjärilsart som beskrevs av Butler 1866. Haywardina polyphemus ingår i släktet Haywardina och familjen praktfjärilar. Inga underarter finns listade i Catalogue of Life.